# Blaue Banane

Ungefähre Darstellung des Gebiets der Blauen Banane (in dieser Karte deckt sie u. a. den üblicherweise dazugezählten Ballungsraum von Genf nicht ab).

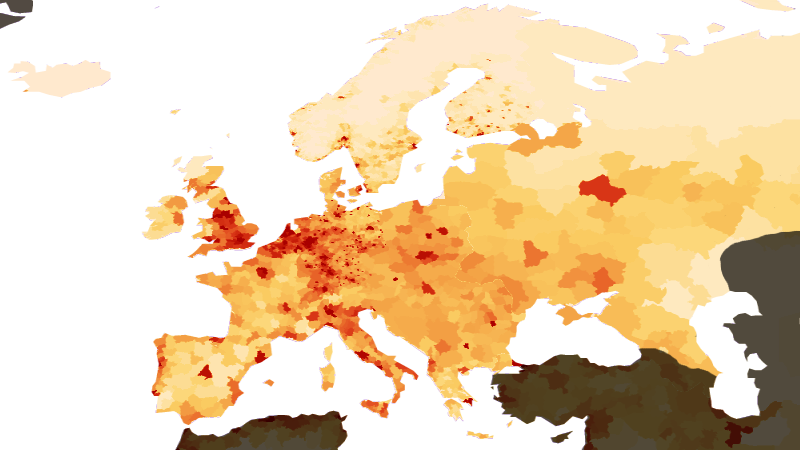
Karte der Bevölkerungsdichte in Europa (Stand 1994)

Die Blaue Banane ist eine dicht bevölkerte Zone mit rund 110 Millionen Einwohnern, ein europäischer Großraum zwischen der Irischen See und dem Mittelmeer, dessen Urbanisierung eine Kette von Ballungsräumen bildet, die man auch als Megalopolis oder Megaregion bezeichnet.
Aufgrund der Verdichtung von Bevölkerung, Wirtschaft, Wissen und Kultur, Kapital, Medien, Verkehr und Infrastruktur sowie aufgrund seiner globalen Verflechtung erreicht dieser Raum einen hohen Grad an Zentralität und Dynamik. Fast alle zentralen Einrichtungen der Europäischen Union sowie 20 Global and World Cities befinden sich in diesem Raum, darunter London und weitere Zentren des Vereinigten Königreichs, die Zentren der Benelux-Staaten mit der Region Brüssel-Hauptstadt und Randstad, die Zentren der Metropolregion Rhein-Ruhr bzw. des Regionalverbands Ruhr und der Metropolregion Rheinland, des Rhein-Main-Gebiets und der Oberrheinebene, der Schweiz (Genf und Zürich) und Norditaliens (Mailand und Turin). Dagegen verstärken sich die Entleerungstendenzen in peripheren Regionen wie z. B. Zentralfrankreich und den Neuen Bundesländern.
Der Begriff Blaue Banane gründet sich auf ein wirtschaftsgeographisches Modell einer Gruppe um den Franzosen Roger Brunet aus dem Jahr 1989, das einen Raum geographisch relevanter Transformationen kennzeichnet, eine Erklärung für die unterschiedlichen Besiedlungsdichten in Europa anbietet und den Kontinent dabei in sogenannte Aktiv- und Passivräume untergliedert. Die Farbe Blau wurde dem Modell wenige Tage nach seiner Erstveröffentlichung in einer Pressekonferenz gegeben und durch einen anschließenden Zeitungsartikel popularisiert. Weiterentwicklungen oder Abwandlungen des Modells stellen die Konzepte der Goldenen Banane und des Blauen Sterns dar.
Der mit dem Begriff Blaue Banane gekennzeichnete Verdichtungsraum ist kein Ergebnis einer Planung, sondern hat sich im Zuge langfristiger geschichtlicher und marktwirtschaftlicher Prozesse durch Besiedlung entwickelt. Heute steht dieser Verdichtungsraum in enger globaler Konkurrenz und Kooperation zu anderen Verdichtungsräumen in der Welt, etwa zu den Megalopolen BosWash, Chipitts oder SanSan in den USA oder zu den großen Ballungsräumen an den Küsten und großen Flüssen Asiens, wie dem japanischen Taiheiyō Belt.

## Geographische Eingrenzung

Karte zur Analyse des mittleren Abschnittes der Blauen Banane am Rhein

Die Blaue Banane hat ihr nördliches Ende bei den alten Industriezentren um Liverpool, Manchester und Birmingham; verläuft dann südwärts durch Großbritannien über den Großraum London. Auf dem europäischen Festland schließlich krümmt sie sich, dabei schließt sie Flandern, den nördlichen Raum Belgiens, den südlichen Teil der Niederlande, die Randstad, die Städteregion Aachen, das Ruhrgebiet, die Agglomeration um Düsseldorf und die Region Köln/Bonn ein. Von der Metropolregion Rhein-Ruhr aus verläuft sie weiter entlang des Rheins und fasst dabei Frankfurt am Main und das Rhein-Main-Gebiet ein. Über die Metropolregion Rhein-Neckar führt sie weiter zur Metropolregion Stuttgart. Am Scheitel ihres Bogens berührt sie die Metropolregionen Nürnberg und München. Nach Süden führt sie weiter über die Trinationale Metropolregion Oberrhein zu den Ballungsräumen der Schweiz (Basel, Zürich, Bern, Lausanne und Genf) und endet schließlich im Norden Italiens bei den oberitalienischen Städten Turin, Mailand, Verona, Bologna und Genua.
Die zentrale Entwicklungsachse der Blauen Banane bildet der Rhein aufgrund seiner historischen Funktion als wichtiger Verkehrs- und Handelsweg Europas.
Das Modell der Blauen Banane kann durch das Modell der Goldenen Banane ergänzt werden, indem der ebenfalls verdichtete Großraum entlang der Mittelmeerküste (unter anderem mit den Städten Nizza, Marseille, Montpellier und Barcelona) bis Valencia in Spanien in die Betrachtung einbezogen wird.
Die Blaue Banane besitzt eine Nordsüdausdehnung von etwa 1300 km (Westostausdehnung: zirka 900 km) und geht dabei durch neun Länder, die alle – bis auf die Schweiz, das Fürstentum Liechtenstein und Großbritannien – zur EU gehören und dort den Kern derselben darstellen.

## Entstehung des Konzepts und des Begriffs
Der Franzose Roger Brunet, der Europa in Aktiv- und Passivräume untergliedern wollte, entwickelte 1989 mit seiner Gruppe RECLUS den Begriff „Blaue Banane“. Damit meinte er einen europäischen Industrie- und Dienstleistungsgroßraum, der sich vom nördlichen England entlang des Rheins bis nach Oberitalien erstreckt. Brunet sah jedoch seine These als keine wirklich neue Entdeckung an, da sie mit „ein wenig Verstand und räumlichem Einfühlungsvermögen“ schon vorher zu sehen gewesen sei.
Er sah die „Blaue Banane“ als Entwicklung historischer Gegebenheiten wie z. B. bedeutender Handelswege oder als Folge der Akkumulation industriellen Kapitals. Frankreich jedoch habe hauptsächlich durch die Verfolgung von Minderheiten, er nennt die der Protestanten (Hugenottenkriege), und durch die Zentralisierung auf Paris den Anschluss an diesen Großraum verloren. Brunet ließ somit gewollt den französischen Raum beiseite, der sich insbesondere auf den Großraum Paris konzentriert beziehungsweise beschränkt, um der französischen Regierung die Notwendigkeit einer wirtschaftlichen Integration in diesen gesamteuropäischen Raum zu zeigen. Elsass-Lothringen hingegen kann – obwohl in Frankreich gelegen – noch als Teil der blauen Banane betrachtet werden; historisch ist es Teil des deutschsprachigen Raums.
Die „Banane“ wird als blau bezeichnet, da es sich um das europäische Kerngebiet handelt und die Flagge Europas überwiegend blau (mit gelben Sternen) ist. Andere Quellen hingegen nennen die Arbeitskleidung – im Englischen existiert nach wie vor der Begriff blue collar worker, der vor allem für Fabrikarbeiter (im „Blaumann“) steht – der größtenteils industriellen Arbeitskräfte als Begründung für den Zusatz.

## Bedeutung

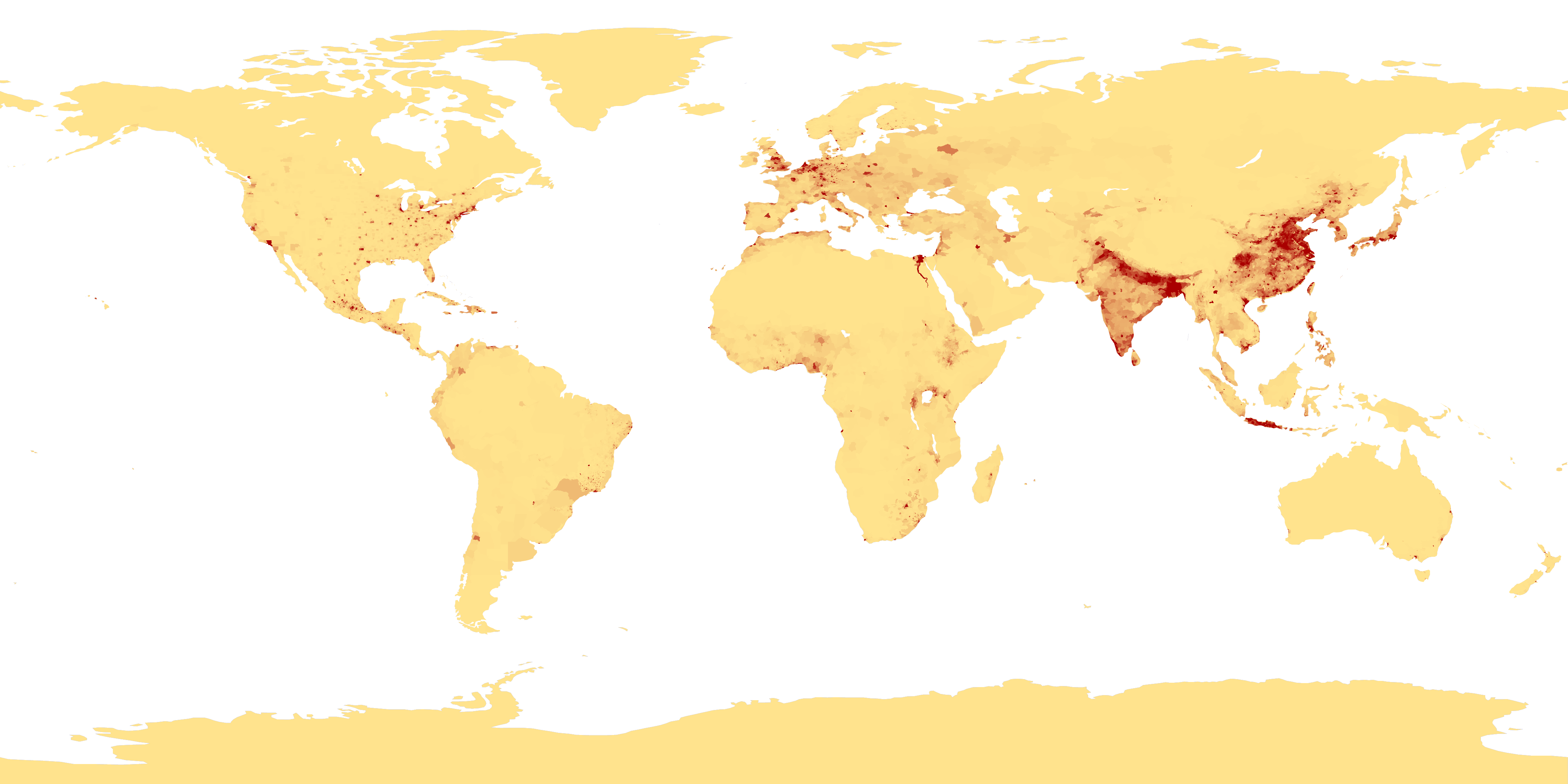
Bevölkerungsdichte – Stand 1994 – die Blaue Banane als größtes Städteband vor dem Taiheiyo-Belt und BosWash

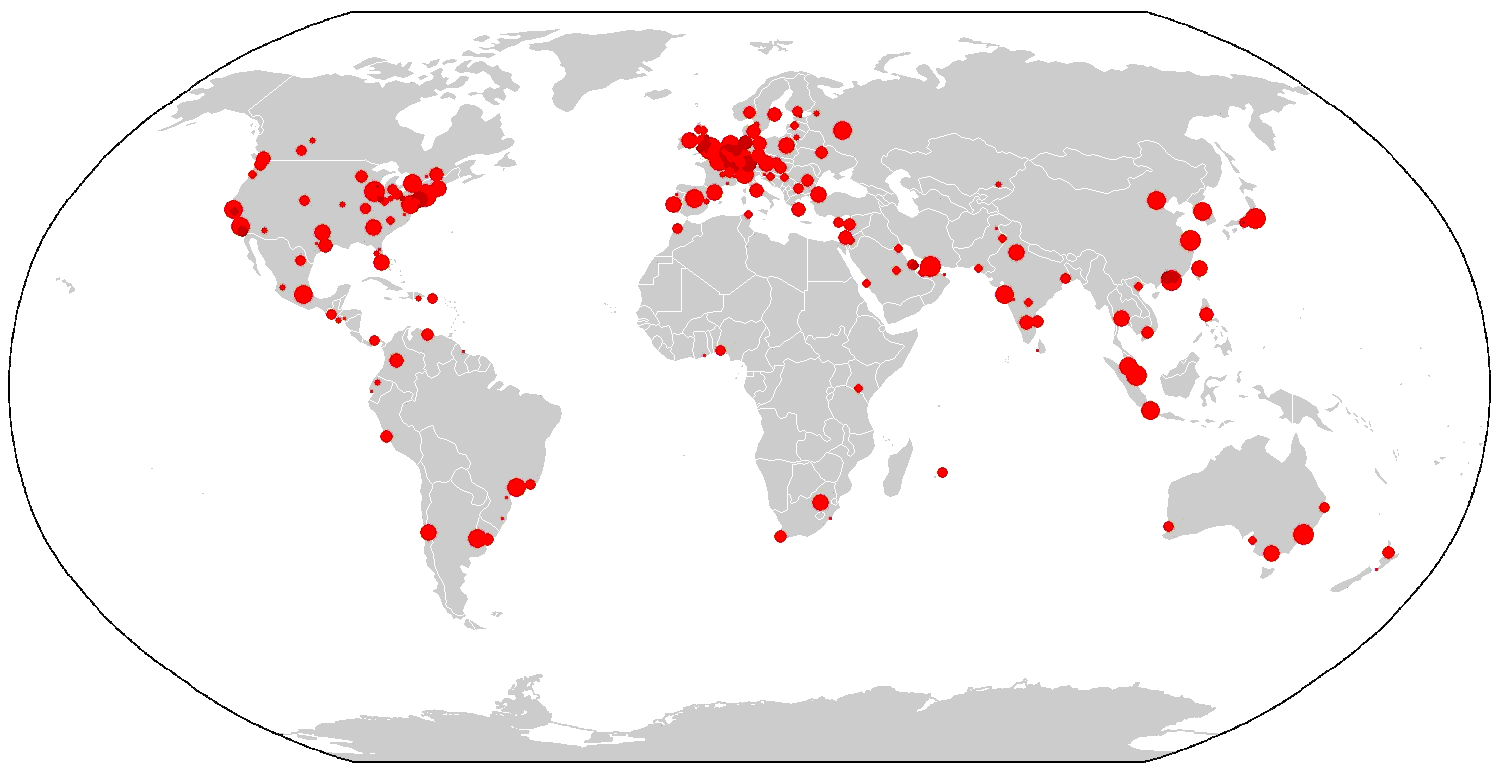
Weltweite Verteilung sowie Konzentration der Global and World Cities in der Blauen Banane als dem Zentrum Europas (Stand 2010)

Die Blaue Banane erhält nicht nur durch die Bevölkerungsverdichtung, die sich in einem fast durchgehenden Städteband über lange Strecken ausdrückt, eine besondere Bedeutung. Auch die Infrastruktur – sowohl verkehrstechnischer als auch informationstechnischer Natur – ist überdurchschnittlich. Die Bevölkerungsdichte und die Dichte der Zentren schaffen Märkte, ergeben logistische Vorteile und fördern Urbanität, Diversifikation, Interaktion und Innovation. Marktteilnehmer können durch Nähe, die ihre Transportkosten und Fahrzeiten senkt und damit die Wirtschaftlichkeit der Akteure erhöht, besser in einen gegenseitigen Austausch kommen. Eine Vielzahl qualifizierter Arbeitskräfte, innovative und kreative Milieus („Kreative Klasse“), Messestandorte und gute „Ferninfrastrukturen“ (Gateways) wie z. B. die Seehäfen Rotterdam und Antwerpen, der Binnenhafen Duisburg-Ruhrort, die Schweizerischen Rheinhäfen in Basel oder große internationale Flughäfen wie z. B. in London, Amsterdam, Brüssel, Düsseldorf, Frankfurt, München, Zürich und Mailand machen den Raum wirtschaftlich attraktiv, insbesondere für überregional und international operierende Unternehmen. Dichte und zentrale Lage in Europa führen auch dazu, dass die Blaue Banane für zentrale öffentliche Einrichtungen bevorzugt wird. Das ist an der Verteilung internationaler Institutionen zu erkennen, wie etwa dem Internationalen Gerichtshof in Den Haag, dem Europarat in Straßburg, den Hauptsitzen von EU und NATO in Brüssel, der UN-Klimarahmenkonvention in Bonn, dem weltweiten Sitz der Bank für Internationalen Zahlungsausgleich in Basel und den diversen UN-Organisationen in Genf. Die Vorteile der Verdichtung von Bevölkerung, Infrastrukturen, Funktionen und Angeboten werden auch mit den Begriffen Fühlungs- und Agglomerationsvorteile bezeichnet.
In der Blauen Banane werden gegenwärtig 20 Global and World Cities (GaWC) gezählt. Der bedeutendsten unter ihnen, London mit der City of London als einem der größten Finanzplätze der Welt, folgen Mailand, Frankfurt am Main, Amsterdam, Brüssel, Zürich, München, Düsseldorf, Luxemburg, Manchester, Birmingham, Genf, Stuttgart, Köln, Bristol, Antwerpen, Leeds, Rotterdam, Turin und Southampton. Im Verhältnis zu ihrer Bevölkerungszahl ist die Blaue Banane damit ein überproportional bedeutender Raum in der globalisierten Welt.

## Entwicklung zumBlauen Stern
Ein wesentlicher Grund für Lage und Form der Blauen Banane liegt in der Veränderung der Verkehrsbeziehungen und Wirtschaftsströme während der Teilung Europas nach dem Zweiten Weltkrieg, die zum Ausbau Europas entlang seiner historischen Nord-Süd-Achse führte. Besonders der heute infrastrukturell gut ausgebaute und verkehrlich entwickelte „Korridor“ entlang des Rheins profitierte von diesem politisch-historischen Umstand. Die schon in der Zeit der Industrialisierung vorhandenen Zentren, etwa an den Mündungen von Schelde und Rhein sowie im Bereich von Rhein und Ruhr, Rhein und Main oder Rhein und Neckar, konnten sich unter diesem Einfluss entlang der Entwicklungsachse „Rhein“ weiter verstärken, während Ost-West-Verbindungen sich tendenziell weniger gut entwickelten oder gar verkümmerten.
Roger Brunet kritisierte mit dem Verweis auf die Bedeutung der Blauen Banane einst das Wesen der französischen Raumordnung, heute sieht man jedoch, dass das Modell der Blauen Banane, zumindest ökonomisch, die gegenwärtig ablaufenden Entwicklungen nicht vollständig darstellt, da der Großraum mehrere Ausläufer besitzt, die sich z. B. über Paris bis nach Südspanien ziehen. Besonders in Ost-West-Richtung expandierte die Blaue Banane – auch bedingt durch das Wachstum der Personen- und Güterströme im Zuge einer Öffnung und eines Zusammenwachsens Europas – so stark, dass sich mittlerweile ein Blauer Stern abzeichnet, dessen Zentrum die Metropolregion Rhein-Ruhr und die Agglomerationen der Niederlande und Belgiens bilden. Das Gebiet der klassischen Blauen Banane stellt dabei gleichwohl den Kern und die Hauptachse der europäischen Verdichtung dar. Die Dominanz der Blauen Banane als Hauptachse drückt sich vor allem in der Verteilung der Bevölkerungskonzentration aus. Gegenüber dieser Nord-Süd-Achse wirken die Verdichtungsbänder, die in Ost-West-Richtung verlaufen, als schwächere Ausläufer. Weitere Verdichtungsgebiete, die eine Modifikation des Modells der Blauen Banane nahelegen können, erstrecken sich bandförmig an der Mittelmeerküste zwischen Valencia und Norditalien. Dieses Verdichtungsband wird als Goldene Banane oder europäischer Sun Belt bezeichnet. Der Begriff Sunbelt will eine Parallelität zu dem gleichnamigen US-amerikanischen Wirtschaftsraum aufzeigen, der ebenfalls durch sonniges Klima und neue Industrien gekennzeichnet ist.
Durch den stetigen Zustrom von qualifizierten Arbeitskräften, darunter vielen Immigranten, die die prosperierenden, urbanisierten und multikulturell geprägten Verdichtungsgebiete den ländlichen Räumen vorziehen, wächst das Gebiet so stark an, dass es zu einer Polarisierung innerhalb Europas kommt, also zu einer Teilung in „Gewinnerregionen“, z. B. der Blauen Banane, und „Verliererregionen“, den ländlichen und entlegenen Gebieten der „Peripherie“, besonders in Osteuropa. Dabei verlieren insbesondere jene Randgebiete, die auf Grund ihrer geringen Bedeutung ohnehin schon stagnieren oder zurückfallen. Somit verstärkt sich der Bedeutungsunterschied und die Abhängigkeit der Bewohner ländlicher beziehungsweise peripherer Regionen von den Verdichtungsgebieten. Außerdem sind bestimmte Einrichtungen wie z. B. Systeme des Hochgeschwindigkeitsverkehrs (ICE) nur in einigen stark besiedelten, wohlhabenden Gebieten rentabel, so dass periphere Räume weiter abgehängt und somit für wichtige Wirtschaftszweige noch uninteressanter werden.
Festzustellen ist, dass die Prozesse der Globalisierung die Zentralität der Verdichtungsgebiete zu einem entscheidenden Wachstumsfaktor werden lassen, unabhängig davon, ob diese Verdichtungsgebiete sich als Blaue Banane, Blauer Stern oder als Kombination von Blauer Banane und Goldener Banane beschreiben lassen. Während der Einfluss des Faktors Zentralität steigt und die Menschen so immer abhängiger von zentralen Einrichtungen und Infrastrukturen werden, ist gleichzeitig zu beobachten, dass durch die zunehmende Verdichtung auch Probleme entstehen, so genannte Agglomerationsnachteile wie z. B. Verkehrschaos, Überbevölkerung, hohe Bodenpreise, Gentrifizierung, steigende Umweltbelastung und Suburbanisierung. Die so genannten „Verliererstädte“ oder „Verliererregionen“ außerhalb der durch Zentralität begünstigten Verdichtungsgebiete unterliegen dem spiegelbildlichen Prozess der Peripherisierung, was sich unter anderem in Arbeitslosigkeit, Abwanderung, sinkenden Steuereinnahmen und wachsenden sozialen Problemen ausdrückt. Nicht außer Betracht bleiben darf hier allerdings, dass auch einige Regionen innerhalb der begünstigten Wirtschaftsräume der „Blauen Banane“, etwa Städte wie Duisburg und Gelsenkirchen im Ruhrgebiet oder Liverpool oder Sheffield in Nordengland, unter ähnlichen Problemen leiden. In diesen Fällen sind aber ein Niedergang alter Industrien und eine mangelnde Diversifikation der Wirtschaftsstrukturen die Hauptgründe dafür. Die Lage in einem zentral gelegenen Wirtschaftsraum kann den hier erforderlichen Strukturwandel erheblich begünstigen. Die Wirtschaftsflaute und die hohen Arbeitslosenzahlen in den von Finanz- und Eurokrise besonders betroffenen peripheren Räumen der Eurozone führen aktuell zu einer Verstärkung der Talentabwanderung (Braindrains) qualifizierter junger Menschen in die Zentren der Blauen Banane.
Das Modell des Blauen Sterns, das die Entwicklungsachsen in Ost-West-Richtung stärker in den Blick rückt, erscheint als das Modell, das die sich mit der EU-Osterweiterung ergebenden Prozesse besser darstellt. Die überwiegend in Ost-West-Richtung verlaufenden Entwicklungsachsen und Verdichtungsräume, beispielsweise über Hamburg–Kopenhagen, Berlin–Warschau und München–Wien (–Bratislava–Budapest), korrelieren mit den hier stark angewachsenen Güter- und Personenströmen. Ein weiterer beachtlicher Korridor verläuft von Paris über Toulouse bis nach Madrid. Wirtschaftlich sind diese Korridore gegenüber ihrem Umland stärker entwickelt. Diese Ausläufer erreichen jedoch nicht die Bevölkerungsdichte und den räumlichen Umfang der Blauen Banane.
Alle bildhaften Modelle haben eine gemeinsame Hauptaussage: Räume, die nicht in einem solchen Korridor liegen beziehungsweise nicht an ihn angeschlossen sind, haben im Wettbewerb der Wirtschaftsräume tendenziell schlechtere Chancen.
In italienischen Medien wurde die Auffassung vorgetragen, dass nach EU-Daten aus dem Jahr 2013 die Form der Blauen Banane zu verändern sei, da italienisches Gebiet durch zunehmende Deindustrialisierung den Anschluss verloren habe. Nur die Lombardei könne noch „mithalten“. Im Gegensatz dazu gibt es neue wirtschaftliche Entwicklungslinien im Veneto, Friaul-Julisch-Venetien und Slowenien durch die Anknüpfungspunkte der maritimen Seidenstraße. Deren Wirtschaftskorridore und Transportlinien reichen vom Schanghaier Tiefwasserhafen Yangshan, über Hongkong, Singapur, Port Klang (Malaysia), Laem Chabang (Thailand) und Colombo nach Dschibuti beziehungsweise Daressalam in Tansania und dann über den Suez-Kanal, den griechischen Hafen Piräus bis zum Tiefwasserhafen Triest mit seinem Internationalen Freihafen (Free Port) und den Anknüpfungen nach Zentraleuropa. Durch die Attraktivität dieser von China geförderten Seeroute und der diesbezüglichen Investitionen (Projekt One Belt, One Road der Volksrepublik China) gibt es in den letzten Jahren große Verschiebungen in den Logistikketten des Schifffahrtssektors und eine Verlagerung von den europäischen Nordhäfen Richtung Süden. Insbesondere ist der Hafen von Triest, neben Gioia Tauro der einzige Tiefwasserhafen im zentralen Mittelmeer für Containerschiffe der siebten Generation, demnach besonders das Ziel chinesischer Investitionen. Nach einer Studie der Universität Antwerpen werden durch die Route über den Logistikknotenpunkt Triest die Transportkosten dramatisch gesenkt. Am Beispiel München zeigt sich, dass der Transport dorthin aus Shanghai über Triest 33 Tage dauert, während die Nordroute 43 Tage beträgt. Von Hong Kong reduziert die Südroute den Transport nach München von 37 auf 28 Tage.